# Скорая помощь (Сезон 3)
«Ско́рая по́мощь» (англ. «ER» от англ. Emergency Room — приёмное отделение) — американский телесериал, рассказывающий о жизни приёмного отделения больницы города Чикаго (штат Иллинойс), её сотрудников и пациентов. Сериал был создан Майклом Крайтоном и транслировался на телеканале NBC с сентября 1994 года по апрель 2009 года. Он включает в себя 15 сезонов и является самой длинной медицинской драмой, показанной в прайм-тайм за всю историю американского телевидения.
Премьера третьего сезона состоялась 26 сентября 1996 года; финал сезона вышел в эфир 15 мая 1997 года. Третий сезон состоял из 22 эпизодов.

## В ролях

### Основной состав
- Энтони Эдвардс — доктор Марк Грин, старший врач приемного отделения
- Джордж Клуни — доктор Даг Росс, педиатр
- Шерри Стрингфилд — доктор Сьюзан Льюис, ординатор четвертого года
- Ноа Уайли — доктор Джон Картер, интерн хирургического отделения
- Джулианна Маргулис — медсестра Кэрол Хэтэуэй, старшая медсестра
- Глория Рубен — фельдшер Джини Буле
- Лора Иннес — доктор Керри Уивер, старший врач и администратор приёмного отделения
- Эрик Ла Саль — доктор Питер Бентон, ординатор четвертого года хирургического отделения

### Второстепенные персонажи
| Врачи и студенты: - Уильям Х. Мэйси — доктор Дэвид Моргенштерн, заведующий отделением хирургии и приёмным отделением - Сэм Андерсон — доктор Джек Кейсон, заведующий отделением кардиологии - Эми Акино — доктор Дженет Кобурн, заведующая отделением акушерства и гинекологии - Джон Эйлворд — доктор Дональд Онспо, глава администрации больницы - Си Си Эйч Паундер — доктор Анджела Хикс, хирург - Гленн Хидли — доктор Эбби Китон, хирург-педиатр - Мария Белло — доктор Анна Дель Амико, педиатр - Джорджа Фокс — доктор Мэгги Дойл, интерн приёмного отделения - Омар Эппс — доктор Деннис Гент, интерн хирургического отделения - Майкл Б. Сильвер — доктор Пол Майерс, ординатор психиатрического отделения - Мэттью Глэйв — доктор Дейл Эдсон, интерн хирургического отделения - Дон Перри — доктор Сэм Бридлав, хирург - Тэд Руни — доктор Табаш, неонатолог - Джейми Герц — доктор Нина Померанц, психиатр | Медсёстры и медбратья: - Эллен Кроуфорд — медсестра Лидия Райт - Конни Мэри Брэзелтон — медсестра Конни Олигарио - Дизер Д — медбрат Малик Макграт - Лора Серон — медсестра Чуни Маркес - Иветт Фриман — медсестра Халей Адамс - Лили Мариэй — медсестра Лили Ярвик - Ванесса Маркес — медсестра Уэнди Голдман - Дина Ленни — медсестра Ширли - Дженни О’Хара — временная медсестра Ронда Стерлинг - Беллина Логан — медсестра Кит - Люси Родригес — медсестра Бьорк |

| Остальной персонал: - Абрахам Бенруби — регистратор Джерри Маркович - Дебора Мэй — Мэри Кейн, управляющая медсестрами - Чарльз Ноуленд — регистратор И-Рэй Бозман - Кристин Минтер — регистратор Миранда «Ренди» Фрончак - Эрика Гимпел — социальный работник Адель Ньюман - Майк Дженовезе — офицер Эл Грабарски - Эмили Вагнер — парамедик Дорис Пикман - Монте Расселл — парамедик Дуайт Задро - Лин Алиша Хендерсон — парамедик Памела Олбс - Брайан Лестер — парамедик Брайан Дьюмар - Джей Пи Хаббел — парамедик Ларс Аудиа | Члены семьи: - Кристин Харнос — Дженнифер «Джен» Грин - Ивонн Зима — Рейчел Грин - Майкл Бич — Эл Буле - Ханди Александер — Джеки Роббинс - Лиза Николь Карсон — Карла Риз - Вероника Картрайт — Норма Хьюстон |

### Приглашённые звёзды
- Юэн МакГрегор — Дункан Стюарт[1]
- Кирстен Данст — Чарли Чиминго
- Джо Торри — Крис Лоу
- Джо Лизи — мистер Гантер[2]
- Сара Рю — Джейн
- Рон Элдард — Рэй «Шеп» Шепард
- Айлин Бреннен — Бэтти
- Мишель Клуни — Грэтчен
- Клеа Дюваль — Кэти Рид

## Список эпизодов
| № общий | № в сезоне | Название                                                              | Режиссёр               | Автор сценария                                                             | Дата премьеры    | Зрители в США (млн) |
| --- | ---------- | --------------------------------------------------------------------- | ---------------------- | -------------------------------------------------------------------------- | ---------------- | ------------------- |
| 48 | 1          | «Dr. Carter, I Presume» «Доктор Картер, полагаю»                      | Кристофер Чулак        | Джон Уэллс                                                                 | 26 сентября 1996 | 34.9                |
| У Джона первый день в качестве доктора, он показывает больницу новым интернам. Во время реанимации он ошибается, и ему приходится уйти. Он с трудом, но всё-таки справляется с нагрузкой. Джини говорит Питеру, что её анализ на ВИЧ положительный. Она хочет лечиться в этой же больнице, но один из пациентов, бывший медработник, советует ей скрывать болезнь, т.к. её могут заставить уволиться. После этого она врёт Уивер о своём состоянии. Питер получает результаты анализов, выясняется, что он всё-таки здоров. Джини просит его молчать о том, что у неё СПИД, он неохотно соглашается. Уивер хочет нововведений, Марк против. |            |                                                                       |                        |                                                                            |                  |                     |
| 49 | 2          | «Let The Games Begin» «Пусть начнутся игры»                           | Том Мур                | Лидия Вудворд                                                              | 3 октября 1996   | 30.5                |
| Джини начинает принимать лекарства от СПИДа, но старается скрывать свою болезнь от коллег. Также ей приходит счёт за лечение Эла, с которым они ещё не развелись. Джон Картер просыпает работу и его заменяют на операции. Бентона пытаются заманить в кардиохирургию. В отделении все переживают о том, что больницу закроют, но оказывается, что зря — закрывают не их больницу, а другую. У Кэрол конфискуют машину за долги. Она хочет продать дом, но риэлтор говорит ей, что это практически невозможно из-за его состояния. Её мать советует ей сблизиться со старым богатым и бездетным дядей. Сьюзан и Марк идут на свидания вслепую и случайно сталкиваются в парке, после чего сбегают от своих «пар». Питер выгоняет Джини с операции, после чего они ругаются. |            |                                                                       |                        |                                                                            |                  |                     |
| 50 | 3          | «Don’t Ask, Don’t Tell» «Не спрашивай, не говори»                     | Перри Лэнг             | Сценарий: Джейсон Кэхилл Сюжет: Пол Мэннинг и Джейсон Кэхилл               | 10 октября 1996  | 30.0                |
| Сьюзан готовится к отпуску и предлагает Марку полететь с ней. Оба немного смущены этим и не знают, как вести себя друг с другом. Онспо вводит изменения в работу отделения. У нового интерна Мэгги Дойл (Джорджа Фокс) возникает конфликт с Кэрол. Джон Картер всячески пытается показать себя перед начальством, но получает совсем обратный результат. Он и Гент (Омар Эппс) сетуют на то, что их не берут на операции. Джини спрашивает Питера, собирается ли он рассказать кому-нибудь о её болезни, он отвечает, что нет, но просит её не приближаться к своим больным. Потом Уивер разговаривает с Джини и поддерживает её. Бентон хочет поработать в детской хирургии с Эбби Китон (Гленн Хидли). По Чикаго бегает кенгуру. |            |                                                                       |                        |                                                                            |                  |                     |
| 51 | 4          | «Last Call» «Последний шанс»                                          | Род Холкомб            | Сценарий: Саманта Ховард Корбин Сюжет: Кэрол Флинт и Саманта Ховард Корбин | 17 октября 1996  | 32.9                |
| Бентон вошел в группу Китон по детской хирургии, но у него недостаточно навыков, в то время как Картер делает успехи в этом направлении. Даг провел ночь с девушкой, имени которой не помнит, у неё случается припадок. |            |                                                                       |                        |                                                                            |                  |                     |
| 52 | 5          | «Ghosts» «Призраки»                                                   | Ричар Торп             | Нил Бэр                                                                    | 31 октября 1996  | 31.1                |
| Хэллоуин. Льюис возвращается из отпуска. Гент замечает что Бентон относится к нему несправедливо. Бентон старается научиться общению с детьми, но не преуспевает в этом. Кэрол и Росс дежурят в медицинском фургоне на выезде. На улице они знакомятся с девочкой Чарли (Кирстен Данст). |            |                                                                       |                        |                                                                            |                  |                     |
| 53 | 6          | «Fear Of Flying» «Страх полёта»                                       | Кристофер Чулак        | Лэнс Джентайл                                                              | 7 ноября 1996    | 36.7                |
| Сьюзан Льюис преодолевает страх полетов на вертолёте, так как стремится помочь семье, состоящей из 4 человек — матери, отца, сына и 10-дневной дочери, — которая пострадала в аварии. Бентон из-за своей самоуверенности чуть не убивает эту девочку во время операции. |            |                                                                       |                        |                                                                            |                  |                     |
| 54 | 7          | «No Brain, No Gain» «Главное — спасти мозг»                           | Дэвид Наттер           | Пол Мэннинг                                                                | 14 ноября 1996   | 37.4                |
| Марк Грин понимает, что любит Сьюзан Льюис, но боится ей в этом признаться. Он подозревает, что между Сьюзан и Моргенштерном роман, но их частые разговоры были связаны с тем, что Сьюзан решила переехать к своей сестре Хлое, её мужу и племяннице, маленькой Сьюзи, и просила Моргенштерна помочь собрать нужные документы. Бентон пытается спасти пациента, который 20 минут как умер, и от которого отказался Росс. В конечном итоге, Бентон заставляет сердце пациента забиться, но выясняется, что его мозг уже умер. Джон Картер целуется с доктором Китон — своей наставницей. Сестру Лидию Райт отправляют в неврологию, так как ей остался один год до пенсии и ей хотят помешать получить максимальную пенсию. |            |                                                                       |                        |                                                                            |                  |                     |
| 55 | 8          | «Union Station» «Вокзал „Юнион Стейшн“»                               | Том Мур                | Кэрол Флинт                                                                | 21 ноября 1996   | 37.0                |
| Доктор Грин снимает бывшую квартиру Сьюзан. Лидия и её жених полицейский Эл на грани разрыва, но все улаживается, и они женятся прямо в приёмном отделении. Букет ловит Сьюзан. Муж Джини Буле, который заразил её СПИДом, осознаёт, что Джини всегда держала его на плаву, и даёт ей развод. Бурный роман Джона Картера и доктора Китон развивается. Марк едет на вокзал, чтобы сказать Сьюзан, что любит её, и просит остаться. Но Сьюзан говорит, что хочет начать новую жизнь, и уезжает, сказав Марку, что любит его. 'Примечание': В данной серии персонаж Шерри Стрингфилд доктор Сьюзан Льюис покидает сериал на 5 лет. |            |                                                                       |                        |                                                                            |                  |                     |
| 56 | 9          | «Ask Me No Questions, I’ll Tell You No Lies» «Не спросишь — не совру» | Пэрис Барклай          | Сценарий: Барбара Холл Сюжет: Нил Бэр и Лидия Вудворд                      | 12 декабря 1996  | 32.9                |
| Марк пытается оправиться от расставания с Сьюзан. Марк Грин принимает в отделении бывшего мужа Джини и узнаёт, что у того ВИЧ. Заподозрив неладное, Марк залезает в конфиденциальную информацию и узнаёт результаты анализов Джини. Китон говорит Джону, что уезжает в Пакистан. Бентон очень нагружает работой Гента. |            |                                                                       |                        |                                                                            |                  |                     |
| 57 | 10         | «Homeless For The Holidays» «Праздник без крыши над головой»          | Дэвис Гуггенхайм       | Саманта Ховард Корбин                                                      | 19 декабря 1996  | 30.5                |
| Рождественские дни. Керри и Марк хотят обсудить с сотрудниками работу «гипотетического» больного ВИЧ в приёмном отделении. Во время разговора Джини не выдерживает и признаётся в болезни. Чарли (Кирстен Данст) — девочка с улицы — приносит Дагу маленького ребенка на осмотр. Мэгги Дойл осматривает избитую женщину,и ей удаётся уговорить её тайно сбежать от мужа. Праздничные дни у Гента складываются неудачно: девушка его бросила; Картер сначала пригласил на ужин, а потом отказал; Бентон заваливает работой... Даг с Чарли приходят в гости к Кэрол, у которой дома родня празднует Рождество в украинском стиле. |            |                                                                       |                        |                                                                            |                  |                     |
| 58 | 11         | «Night Shift» «Ночная смена»                                          | Джонатан Каплан        | Пол Мэннинг                                                                | 16 января 1997   | 35.9                |
| Ночная смена, на улице холод, в скорой затишье. Уивер ищет людей для исследования ночных смен в сочетании с физической нагрузкой, «жертвой» становится Джини. Бентон видит Картера и Китон вместе перед важным разговором. Из-за очередного сокращения бюджета Кэрол предстоит нелегкий выбор. Марк, рискуя своей карьерой, лечит пациентку. Чарли приходит в скорую вся побитая. Гент очень подавлен из-за того, то его бросила девушка. Бентон не отпускает его на выходные, а загружает работой и делает публичный выговор. Чуни и Марк после смены уезжают вместе на мотоцикле. В скорую доставляют парня с обезображенным лицом, который угодил под поезд. Картер, Дойл и Бентон берутся за его лечение. Питер просит вызвать Гента. У пациента срабатывает пейджер, и все понимают что это и есть Гент... |            |                                                                       |                        |                                                                            |                  |                     |
| 59 | 12         | «Post Mortem» «Аутопсия»                                              | Жак Элейн Тоберен      | Кэрол Флинт                                                                | 23 января 1997   | 35.1                |
| После смерти Гента, Картер пребывает в подавленном состоянии и злится на Бентона. У Чуни и Марка развивается роман. Медсестры и медбратья негодуют по поводу сокращения бюджета и начинают протестовать. Даг Росс оказывает очередную помощь Чарли. В приемное доставляют пациента из аэропорта, врачи боятся, что у него может быть очень заразный вирус. Джини вызывается лечить его. Ей помогает доктор Грэг Фишер (Гарри Дж. Ленникс) из инфекционного отделения, который обнаруживает у пациента малярию. В приемном умирает бездомный. Кэрол, работающая за троих, берёт ответственность на себя, т.к. она перелила пациенту не ту кровь. Принимая во внимание нехватку персонала, Уивер и Грин решают, что об этом случае не надо сообщать в вышестоящие организации, но Кэрол настаивает на обратном. |            |                                                                       |                        |                                                                            |                  |                     |
| 60 | 13         | «Fortune’s Fools» «Пасынки Фортуны»                                   | Майкл Кэтлман          | Джейсон Кэхилл                                                             | 30 января 1997   | 33.6                |
| Грин приходит в выводу, что у него и Маркес практически нет ничего общего. Однако Чуни сама завершает их отношения. Картер полагает, что нежелание Бентона говорить о смерти Гента плохо сказывается на их работе. Позднее им обоим предстоит сделать доклад перед персоналом хирургического отделения. К сожалению, Бентон не приходит на доклад, чем ставит Картера в дурацкое положение. Выясняется, что Питер встретил свою бывшую подружку Карлу, которая сообщила ему, что беременна. В местной газете появляется статья, обвиняющая бастующих сестёр приёмного в смерти бездомного. Кэрол, которая влила ему не ту кровь, думает, что забастовка ни при чём, и винит себя. Она признаётся в этом корреспонденту. Её временно отстраняют от работы. Грин и Уивер ведут шестерых будущих интернов на экскурсию по приёмному отделению: каждому досталось по три человека. Экскурсия Уивер ужасно скучна, а Грин позволяет своим подопечным принять участие в лечении пациентов. Грин лечит женщину, Хитер Морган, которая предлагает ему посидеть в баре после работы. Марк не отказывается.                                            |            |                                                                       |                        |                                                                            |                  |                     |
| 61 | 14         | «Whose Appy Now?» «Кому вырезать аппендикс?»                          | Феликс Экрикес Алькала | Нил Бэр                                                                    | 6 февраля 1997   | 33.3                |
| Грин отменяет одно свидание, чтобы пойти на два других в один и тот же вечер. Но все три женщины, с которыми он собирался встретиться, включая психиатра-консультанта доктора Нину Померанц (Джейми Герц), раскрывают его «коварный» замысел и приходят в бешенство. Фишер, врач из инфекционного отделения, заносит Джини в список персонала, который берёт анализы на инфекционные заболевания в приёмном. Трудовые отношения Дойл и Картера меняются от конкуренции к сотрудничеству после того, как Дойл предупреждает Картера, который пытается достать голыми руками пулю из пациента, что пациент болен СПИДом. Позднее Дойл признаётся, что она лесбиянка. 17-летний парень, Джад Хьюстон, поступает с фиброзом. У него затруднено дыхание. Сначала Даг думает, что парень подписал отказ от реанимации, но потом узнаёт, что Джад ещё не может подписывать такие бумаги, поскольку не достиг совершеннолетия. Картер блестяще справляется с удалением аппендицита у своего бывшего учителя Бентона. Халей берёт на себя обязанности старшей медсестры после отстранения Кэрол Хэтэуэй, однако это получается у неё не очень хорошо. |            |                                                                       |                        |                                                                            |                  |                     |
| 62 | 15         | «The Long Way Around» «Обходной путь»                                 | Кристофер Чулак        | Лидия Вудворд                                                              | 13 февраля 1997  | 35.9                |
| Кэрол, по-прежнему, отстранена от работы. Она идёт за покупками в маленький магазинчик, где двое парней, Дункан (Юэн МакГрегор) и Джеймс, решили совершить ограбление. Пожилой владелец магазина стреляет и ранит Джеймса. Дункан стреляет в старика, несколько покупателей также оказываются ранены. Кэрол убеждает налётчиков позволить ей осмотреть раненых. К сожалению, ей не удаётся спасти жизнь старику-владельцу магазина. Она также пытается договориться с Дунканом и Джеймсом о том, чтобы они опустили заложников. Позднее Дункан пытается уйти, прихватив Кэрол с собой, но полицейский стреляет в него. Обоих грабителей отвозят в приёмное отделение, где Кэрол неохотно передаёт Дункана Россу. Заложники остаются живы благодарят Кэрол. Дункан умирает, Джеймс выживает и предстанет перед судом. |            |                                                                       |                        |                                                                            |                  |                     |
| 63 | 16         | «Faith» «Вера»                                                        | Джонатан Каплан        | Джон Уэллс                                                                 | 20 февраля 1997  | 33.8                |
| Сёстрам предлагают новый контракт. Кэрол разрешают вернуться на работу: расследование показало, что она не виновата в смерти пациента. Бентон говорит Карле (которая беременна), что хочет помочь ей с ребёнком. Она отвечает, что ей ничего от него не надо. Доктора Грин лечит 37-летнюю пациентку с болезнью Дауна, которая нуждается в пересадке сердца. Однако терапевт и член комитета трансплантации Нина Померанц советует Марку не вносить пациентку в список больных, ожидающих операции. Джини хочет выкинуть что-нибудь этакое и просит Фишера пойти с ней в оперу. Он устраивает для неё пикник на улице, хотя на улице мороз. Парню с фиброзом, Джаду Хьюстону, исполняется 18 лет. Он подписывает отказ от реанимации. К большому удивлению Онспо, Картер оспаривает его диагноз и оказывается прав. |            |                                                                       |                        |                                                                            |                  |                     |
| 64 | 17         | «Tribes» «Двенадцать колен Израилевых»                                | Ричард Торп            | Лэнс Джентайл                                                              | 10 апреля 1997   | 34.2                |
| В приёмное в срочном порядке поступают два 17-летних подростка с огнестрельными ранениями... Сестра Хэтэуэй разговаривает с женщиной, которую изнасиловали. Она пытается убедить жертву заявить в полицию на того мужчину, который подсыпал ей какое-то вещество, вызвавшее потерю сознания, а затем и памяти. Карла попадает в аварию. У неё начинаются преждевременные роды. Ей занимается Джини. Позднее Питер забирает результат ультразвука Карлы и видит своего ещё не рождённого сына. Бентон присоединяется к бригаде доктора Хикс, а это значит, что ему вновь придётся работать с Картером. Грин осматривает очередного пациента и не находит ничего серьёзного, пока Картер не обнаруживает сердечное заболевание. Марку приходится присматривать за своей дочкой Рейчел, потому что его бывшая жена Дженнифер поехала навестить маму, у которой случился инсульт. |            |                                                                       |                        |                                                                            |                  |                     |
| 65 | 18         | «You Bet Your Life» «Ставка — жизнь»                                  | Кристофер Чулак        | Пол Мэннинг                                                                | 17 апреля 1997   | 32.1                |
| У Джини плохое настроение, потому что пришёл счёт за лечение и как раз в день годовщины их свадьбы с Элом. Джини лечит женщину, Сюзанн Элнер, которую нашли в машине на стоянке у кладбища. Она пыталась покончить с собой, проглотив целую пригоршню таблеток. Также в машине обнаружены фотографии маленькой девочки. Оказывается, Сюзанн заразилась СПИДом и передала его дочери. Картер обследует мистера Бартока, которого рвёт со вчерашнего дня, из чего он (пациент) заключает, что подцепил грипп. Картер обнаруживает, что всё гораздо хуже: артерия, несущая кровь к тонкому кишечнику заблокирована. Картеру приходится самому делать операцию, и он уговаривает доктора Хикс ассистировать ему (при этом он не сообщает ей о решении Онспо). Во время операции в оперблок прибегает Онспо и требует объяснений. Он велит Картеру зайти к нему в кабинет в 5 часов, чтобы обсудить возможность его дальнейший работы в приёмном. |            |                                                                       |                        |                                                                            |                  |                     |
| 66 | 19         | «Calling Dr. Hathaway» «Доктор Хэтэуэй, к больному!»                  | Пэрис Барклай          | Сценарий: Джейсон Кэхилл и Саманта Ховард Корбин Сюжет: Нил Бэр            | 24 апреля 1997   | 33.6                |
| Кэрол получает конверт с результатами вступительных экзаменов. Она уверена, что новости плохие и не хочет открывать конверт. Керри, будучи членом приёмной комиссии медицинской школы, уже знает результаты экзамена Кэрол. Они гораздо лучше, чем ожидала сама абитуриентка. Она набрала 85 процентов. Весь день Керри пытается обучить Кэрол некоторым процедурам, а сама Кэрол сосредоточена на Андрэ Томсон, маме малыша, которому недавно сделали операцию на сердце. Андрэ не хочет уходить из приёмного, пока Даг осматривает маленького Джоэля. Керри уводит Кэрол, чтобы показать ей удаление ложной кисты. В это время у Джоэла останавливается сердце. Войдя к нему в палату вместе с Андрэ, Кэрол слышит, как Чуни объявляет время смерти малыша. Она ужасно подавлена из-за того, что подвела Андрэ. Она обещает матери позволить подержать её сына в последний раз. |            |                                                                       |                        |                                                                            |                  |                     |
| 67 | 20         | «Random Acts» «Случайности»                                           | Джонатан Каплан        | Кэрол Флинт                                                                | 1 мая 1997       | 31.5                |
| Сегодня Марку везёт на конфликтных пациентов. Самый настырный из них – Крис Лоу, брат Кенни Лоу, умершего в приёмном. Кенни был нечаянным свидетелем перестрелки между наркоманами и его ранили несколько недель назад. Крис обвиняет больницу и конкретно доктора Грина в смерти брата и в расизме. Марк разговаривает с Крисом на стоянке, пытаясь успокоить его. Но парень не собирается успокаиваться. Он угрожает Грину. Также Марк сталкивается ещё с одним недовольным пациентом — ненормальным в инвалидном кресле, а потом с отцом девочки, который был не доволен решением Марка передать его дочь простому интерну (Мэгги Дойл). Но ни одно из этих происшествий не выводит Марка из себя. 'Примечание'. Первое появление доктора Анны Дель Амико (Мария Белло). |            |                                                                       |                        |                                                                            |                  |                     |
| 68 | 21         | «Make A Wish» «Загадай желание»                                       | Ричард Торп            | Сценарий: Лидия Вудворд Сюжет: Джо Сакс                                    | 8 мая 1997       | 34.8                |
| У Карлы начинаются схватки, и, видимо, на это раз она всё же родит, несмотря на то, что до срока ещё осталось 2 месяца. Питер мечется по родовой палате, разглагольствуя о том, что надо делать. Доктор Кобурн отводит его в сторону и говорит, в чём состоит его задача: держать Карлу за руку и помогать или просто заткнуться. В конце концов, ребёнок появляется на свет, не без помощи нового педиатра Анны Дель Амико (Мария Белло), которая подменяет Дага. Состояние малыша вызывает тревогу и его отправляют в реанимационное отделение. Питер идёт за объяснениями к доктору Табашу, отвечавшему за роды. |            |                                                                       |                        |                                                                            |                  |                     |
| 69 | 22         | «One More For The Road» «Ещё по одной на дорожку»                     | Кристофер Чулак        | Джон Уэллс                                                                 | 15 мая 1997      | 34.9                |
| Марк Грин не хочет признавать, что ему нужна помощь. Бентон погружен в заботы о своем новорожденном сыне. Джини встречается с бывшем мужем. Картер хочет бросить хирургию, чем приводит Онспо в ярость. У Дага и Анны происходит конфликт из-за маленького пациента. Бригада привозит девочку с передозировкой, Кэрол узнаёт в ней Чарли. Картеру удается уговорить Онспо поменять своё мнение. Даг поздно вечером ждёт Кэрол у её дома… |            |                                                                       |                        |                                                                            |                  |                     |